# نت‌کلان
نت‌کلان (به انگلیسی: Nat Kalan) یک روستا در پاکستان است. نت‌کلان ۵ کیلومتر مربع مساحت دارد.